# Борки (Усть-Ишимский район)
Борки — посёлок в Усть-Ишимском районе Омской области России. Входит в состав Пановского сельского поселения. Население 230 чел. (2010) .

## История
В соответствии с Законом Омской области от 30 июля 2004 года № 548-ОЗ «О границах и статусе муниципальных образований Омской области» посёлок вошёл в состав образованного муниципального образования «Пановское сельское поселение».

## География
Борки находится на северо-западе части региона, в пределах Ишимской равнины, являющейся частью Западно-Сибирской равнины, на р. Иртыш, вблизи впадения притока Вольховка.
Абсолютная высота — 39 м над уровнем моря.

## Население
| 2010 |
| ---- |
| 230  |

Гендерный состав
По данным Всероссийской переписи населения 2010 года в гендерной структуре населения из 230 человек мужчин — 113, женщин — 117 (49,1 и	50,9 % соответственно).
Национальный состав
Согласно результатам переписи 2002 года, в национальной структуре населения русские составляли 96 % от общей численности населения в 369 чел..

## Инфраструктура
Пристань на р. Иртыш

## Транспорт
Автомобильный и водный транспорт.
Просёлочные дороги.